# The Sweeney
Pour plus de détails, voir Fiche technique et Distribution.
The Sweeney est un film policier britannique coécrit et réalisé par Nick Love et sorti en 2012. Il s'agit de la quatrième adaptation de la série télévisée Regan de 1975 créée par Ian Kennedy Martin, après Sweeney! en 1977 et Sweeney 2 en 1978.

## Synopsis
Deux membres de la Metropolitan Police, l'inspecteur Jack Regan et le sergent George Carter, luttent contre le crime à Londres.

## Fiche technique
Sauf indication contraire, les informations mentionnées dans cette section peuvent être confirmées par la base de données cinématographiques IMDb,  présente dans la section « Liens externes ».
- Titre original : The Sweeney
- Titre français pour la sortie en DVD : The Sweeney: Unité de choc
- Titre québécois :
- Réalisation : Nick Love
- Scénario : Nick Love et John Hodge, d'après la série télévisée  Regan créée par Ian Kennedy Martin
- Direction artistique : Morgan Kennedy
- Décors : Gerard Bryan
- Costumes : Andrew Cox
- Photographie : Simon Dennis
- Son : Roland Heap
- Montage : James Herbert
- Musique : Lorne Balfe
- Production : Allan Niblo, Rupert Preston, James Richardson, Christopher Simon et Felix Vossen
- Société de production : Embargo Films et Vertigo Films
- Société de distribution :  Relativity Media
- Budget : 3 000 000 Livres Stirling (3 342 450 €)
- Pays d’origine :  Royaume-Uni
- Langue : Anglais
- Format : Couleurs - 35 mm - 2.35:1 - Son Dolby numérique
- Genre : policier
- Durée : 112 minutes
- Date de sortie :
- Suisse : 1er août 2012 (festival international du film de Locarno)
  -  Royaume-Uni : 12 septembre 2012

## Distribution
- Ray Winstone (V. F . : Patrick Raynal) : l'inspecteur Jack Regan
- Ben Drew : le sergent George Carter
- Damian Lewis (V. F . : Jean-Pierre Michaël) : l'inspecteur-chef Frank Haskins
- Hayley Atwell : l'agent de police Nancy Lewis
- Paul Anderson : Allen
- Allen Leech (V. F. : Yannick Blivet) : Simon Ellis
- Steven Mackintosh : l'inspecteur-chef Ivan Lewis
- Steven Waddington : Miller
- Alan Ford : Harry
- Ed Skrein : David
- Kara Tointon

## Production
Un double-épisode de l'émission automobile britannique Top Gear (saison 18) a été tourné sur le plateau.

## Remake
Le film a fait l'objet d'un remake français : Antigang sorti en 2015.